# Emil Jakob Schindler
Pour les articles homonymes, voir Schindler.
Emil Jakob Schindler, né le 27 avril 1842 à Vienne, et mort le 9 août 1892, à Westerland - Sylt, est un peintre autrichien, spécialisé dans les paysages, et le père d'Alma Mahler.

## Biographie
Né dans une famille d'industriels, il songe à embrasser une carrière militaire, mais se sent plutôt attiré par l'art. En 1860, il entre à l'Académie des beaux-arts de Vienne où il devient l'élève du peintre paysagiste Albert Zimmermann.

## Œuvre
Son art est influencé par Jacob van Ruisdael et Meindert Hobbema, les maîtres paysagistes hollandais du XVIIe siècle, mais aussi celle de l'école des peintres français de Barbizon. C'est l'un des premiers peintres autrichiens se consacrant entièrement à la peinture de plein air avec des motifs de son temps. La subtilité de la peinture de ses paysages donnèrent leu à l'expression de l'"impressionnisme d'ambiance".
- La Station des bateaux à vapeur sur le Danube en face de Kaisermühlen, 1871-1872, huile sur toile, 55 × 78 cm, Galerie du Belvédère, Vienne[2]

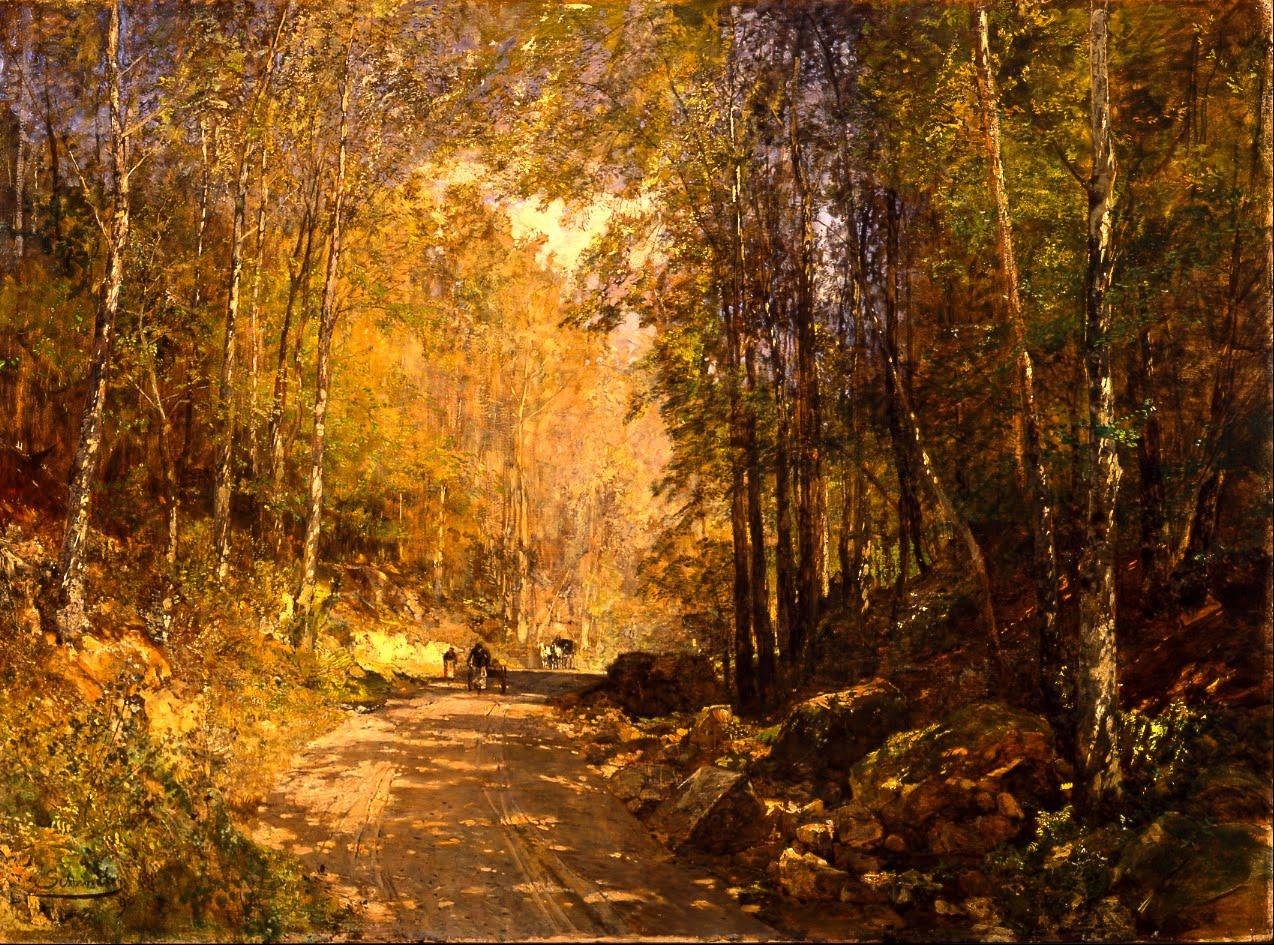
Chemin forestier près de Schärfling (1890), musée Leopold, Vienne.
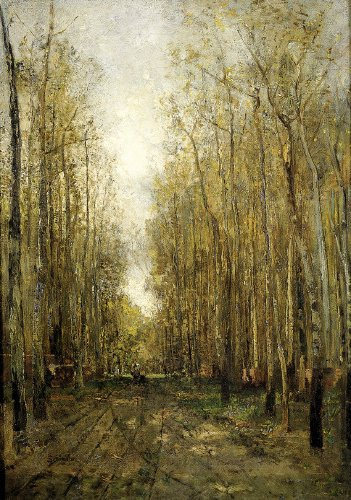
Sous-bois automnal à Plankenberg (1889-1890), State Museum of Lower Austria, Sankt Pölten.
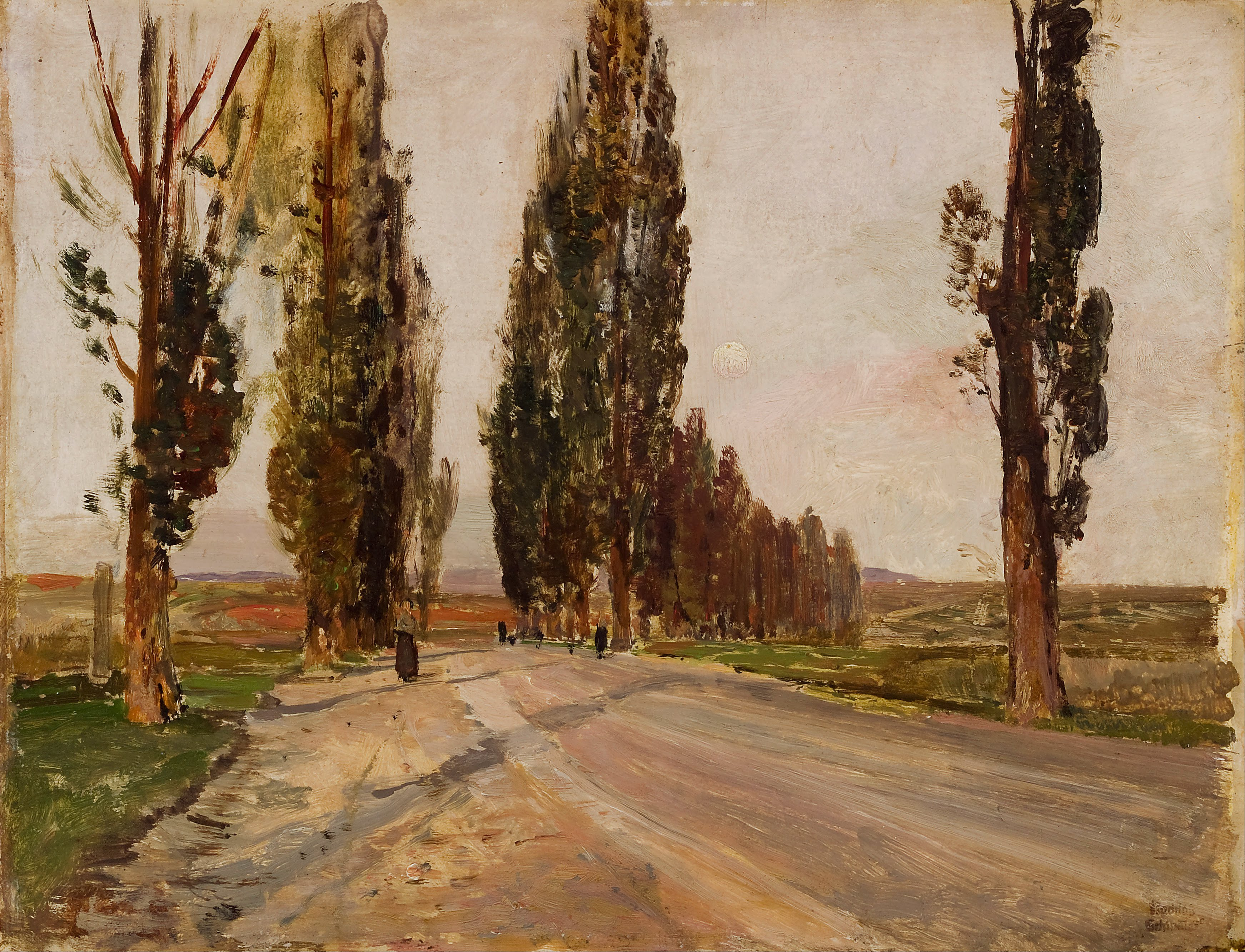
Allée de peupliers près de Plankenberg (v.1890), musée Leopold, Vienne.